# Bas Dost
Bas Dost, född 31 maj 1989 i Deventer, är en nederländsk fotbollsspelare. Han har tidigare spelat för Nederländernas landslag.

## Karriär
Den 26 augusti 2019 värvades Dost av Eintracht Frankfurt, där han skrev på ett treårskontrakt. Den 24 december 2020 värvades Dost av Club Brugge, där han skrev på ett 1,5-årskontrakt. Den 1 juli 2022 blev Dost klar för FC Utrecht, där han skrev på ett ettårskontrakt.
Den 23 augusti 2023 skrev Dost på ett ettårskontrakt med NEC Nijmegen.